# Botulismo infantile
Il botulismo infantile è un'intossicazione da botulino riscontrata in bambini dai 0 ai 12 mesi di età. Consiste nell'ingestione delle spore di Clostridium botulinum, che germinando nell'intestino liberano la tossina botulinica.
La malattia si manifesta negli infanti perché, in proporzione al peso corporeo, la quantità di tossina necessaria a scatenare il botulismo è esigua: uno degli alimenti più a rischio è il miele, che infatti è sconsigliato per i bambini al di sotto dei 12 mesi.
La malattia si manifesta con una paralisi flaccida generale del corpo. Già ai primi sintomi bisogna iniziare una terapia con antitossine, in quanto una paralisi respiratoria porterebbe alla morte per soffocamento del bambino.